# Чемпионат Европы по футболу среди молодёжных команд 2013
Чемпионат Европы по футболу среди молодёжных команд 2013 года (англ. 2013 UEFA European Under-21 Football Championship) — 19-й чемпионат Европы по футболу среди игроков не старше 21 года, а с учётом чемпионатов для игроков до 23 лет — 21-й, который прошёл в Израиле с 5 по 18 июня. Победителем стала сборная Испании, обыгравшая в финале на стадионе «Тедди» в Иерусалиме сборную Италии со счётом 4:2.
Заявка Израиля была выбрана Исполнительным комитетом УЕФА 27 января 2011 года в швейцарском Ньоне. Эта заявка опередила заявки Болгарии, Чехии, Англии и Уэльса. Англия рассматривалась в качестве резервного хозяина ввиду конфликта в Секторе Газа.

## Отборочный турнир
В отборочном турнире участвовали 52 молодёжные сборные. На групповом этапе они были разделены на две группы по шесть и восемь по пять команд. В каждой из групп команды сыграли друг с другом по одному матчу дома и на выезде. Победители групп, а также четыре лучшие сборные среди занявших вторые места попали в плей-офф, где были поделены на семь пар. Победители этих пар попали в финальную часть.

## Участники
| Команда    | Отобралась как                              | Участие | Лучший результат                          |
| ---------- | ------------------------------------------- | ------- | ----------------------------------------- |
| Англия     | Победитель стыкового матча против Сербии    | 12-е    | Победитель (1982, 1984)                   |
| Германия   | Победитель стыкового матча против Швейцарии | 9-е     | Победитель (2009)                         |
| Израиль    | Хозяйка                                     | 2-е     | Групповой этап (2007)                     |
| Испания    | Победитель стыкового матча против Дании     | 13-е    | Победитель (1986, 1998, 2011)             |
| Италия     | Победитель стыкового матча против Швеции    | 17-е    | Победитель (1992, 1994, 1996, 2000, 2004) |
| Нидерланды | Победитель стыкового матча против Словакии  | 7-е     | Победитель (2006, 2007)                   |
| Норвегия   | Победитель стыкового матча против Франции   | 2-е     | 3-е место (1998)                          |
| Россия     | Победитель стыкового матча против Чехии     | 3-е     | Четвертьфинал (1994, 1998)                |

## Стадионы
| Иерусалим           | Иерусалим Нетания Петах-Тиква Тель-Авив | Нетания             |
| ------------------- | --------------------------------------- | ------------------- |
| Тедди               | Иерусалим Нетания Петах-Тиква Тель-Авив | Нетания             |
| Вместимость: 31,733 | Иерусалим Нетания Петах-Тиква Тель-Авив | Вместимость: 13,610 |
|                     | Иерусалим Нетания Петах-Тиква Тель-Авив |                     |
| Петах-Тиква         | Иерусалим Нетания Петах-Тиква Тель-Авив | Тель-Авив           |
| Ха-Мошава           | Иерусалим Нетания Петах-Тиква Тель-Авив | Блумфилд            |
| Вместимость: 11,500 | Иерусалим Нетания Петах-Тиква Тель-Авив | Вместимость: 14,413 |
|                     | Иерусалим Нетания Петах-Тиква Тель-Авив |                     |

## Судьи
Представленные ниже судьи были назначены УЕФА для работы на матчах турнира. В их состав вошли 6 главных судей, 8 помощников судей, 2 четвёртых судей и — в первый раз в истории турнира — 8 дополнительных судей:
| Судьи                                                                   | Помощники судей | Дополнительные судьи                                                                                                  | Четвёртые судьи             |
| ----------------------------------------------------------------------- | --- | --- | --------------------------- |
| Павел Гиль Овидиу Хацеган Матей Юг Сергей Бойко Антони Готье Иван Бебек | Роланд Бранднер Дмитрий Жук Иво Колев Венцель Тот Йоханн-Гуннар Гудмундссон Харальд Гудерманис Сандро Поцци Алан Малвэнни | Себастьен Дельферьер Илиас Спатас Кенн Хансен Иван Кружляк Халис Озкахья Антти Мунукка Мирослав Зелинка Кристо Тохвер | Нисан Давиди Данни Красиков |

## Жеребьёвка
Жеребьёвка финальной части турнира прошла 28 ноября 2012 в Тель-Авиве. Команды были поделены на три корзины: в первую корзину попали хозяева турнира Израиль и действующий чемпион Испания, во вторую корзину — две команды с наибольшим рейтингом УЕФА. Остальные четыре команды несеяные, их распределили по итогам жеребьёвки.
| Сеяные (первые места)                             | Сеяные (вторые места) | Несеяные                        |
| ------------------------------------------------- | --------------------- | ------------------------------- |
| Израиль (под номером A1) Испания (под номером B1) | Англия Нидерланды     | Италия Германия Россия Норвегия |

## Групповой этап
Жеребьёвка группового этапа состоялась 28 ноября 2012 в Тель-Авиве в 21:00 по московскому времени.
Время начала матчей дано местное — GMT+3.

### Группа A
| Команда  | И | В | Н | П | ГЗ | ГП | РГ | О |
| -------- | - | - | - | - | -- | -- | -- | - |
| Италия   | 3 | 2 | 1 | 0 | 6  | 1  | +5 | 7 |
| Норвегия | 3 | 1 | 2 | 0 | 6  | 4  | +2 | 5 |
| Израиль  | 3 | 1 | 1 | 1 | 3  | 6  | -3 | 4 |
| Англия   | 3 | 0 | 0 | 3 | 1  | 5  | -4 | 0 |

| Израиль                          | 2:2           | Норвегия                   |
| -------------------------------- | ------------- | -------------------------- |
| Битон 16′ (пен.) · Турджеман 71′ | Отчёт о матче | Педерсен 24′ · Сингх 90+1′ |

| Англия | 0:1           | Италия      |
| ------ | ------------- | ----------- |
|        | Отчёт о матче | Инсинье 79′ |

| Англия            | 1:3           | Норвегия                                 |
| ----------------- | ------------- | ---------------------------------------- |
| Доусон 57′ (пен.) | Отчёт о матче | Семб-Берге 15′ · Бергет 34′ · Эйкрем 52′ |

| Италия                                            | 4:0           | Израиль |
| ------------------------------------------------- | ------------- | ------- |
| Сапонара 18′ · Габбьядини 42′, 53′ · Флоренци 71′ | Отчёт о матче |         |

| Израиль   | 1:0           | Англия |
| --------- | ------------- | ------ |
| Криаф 80′ | Отчёт о матче |        |

| Норвегия              | 1:1           | Италия           |
| --------------------- | ------------- | ---------------- |
| Страндберг 90′ (пен.) | Отчёт о матче | Бертолаччи 90+4′ |

### Группа B
| Команда    | И | В | Н | П | ГЗ | ГП | РГ | О |
| ---------- | - | - | - | - | -- | -- | -- | - |
| Испания    | 3 | 3 | 0 | 0 | 5  | 0  | +5 | 9 |
| Нидерланды | 3 | 2 | 0 | 1 | 8  | 6  | +2 | 6 |
| Германия   | 3 | 1 | 0 | 2 | 4  | 5  | -1 | 3 |
| Россия     | 3 | 0 | 0 | 3 | 2  | 8  | -6 | 0 |

| Испания    | 1:0           | Россия |
| ---------- | ------------- | ------ |
| Мората 82′ | Отчёт о матче |        |

| Нидерланды                          | 3:2           | Германия                     |
| ----------------------------------- | ------------- | ---------------------------- |
| Махер 24′ · Вейналдум 38′ · Фер 90′ | Отчёт о матче | Руди 47′ (пен.) · Холтби 81′ |

| Нидерланды                                                     | 5:1           | Россия      |
| -------------------------------------------------------------- | ------------- | ----------- |
| Вейналдум 39′ · де Йонг 61′ · Джон 69′ · Хусен 83′ · Фер 90+2′ | Отчёт о матче | Черышев 64′ |

| Германия | 0:1           | Испания    |
| -------- | ------------- | ---------- |
|          | Отчёт о матче | Мората 86′ |

| Испания                                 | 3:0           | Нидерланды |
| --------------------------------------- | ------------- | ---------- |
| Мората 26′ · Иско 32′ · А. Васкес 90+1′ | Отчёт о матче |            |

| Россия      | 1:2           | Германия                      |
| ----------- | ------------- | ----------------------------- |
| Дзагоев 22′ | Отчёт о матче | Херрман 34′ · Руди 69′ (пен.) |

## Плей-офф

### Сетка
|  | Полуфиналы            | Полуфиналы |   |  | Финал               | Финал |  |
|  |                       |            |   |  |                     |       |  |
|  | 15 июня — Нетания     |            |   |  |                     |       |  |
|  | Испания               | 3          |   |  |                     |       |  |
|  | Норвегия              | 0          |   |  |                     |       |  |
|  |                       |            |   |  |                     |       |  |
|  |                       |            |   |  | 18 июня — Иерусалим |       |  |
|  |                       |            |   |  | Испания             | 4     |  |
|  |                       | Италия     | 2 |  |                     |       |  |
|  |                       |            |   |  |                     |       |  |
|  |                       |            |   |  |                     |       |  |
|  |                       |            |   |  |                     |       |  |
|  | 15 июня — Петах-Тиква |            |   |  |                     |       |  |
|  | Италия                | 1          |   |  |                     |       |  |
|  | Нидерланды            | 0          |   |  |                     |       |  |

### Полуфиналы
| Испания                                 | 3:0           | Норвегия |
| --------------------------------------- | ------------- | -------- |
| Родриго 45+1′ · Иско 87′ · Мората 90+3′ | Отчёт о матче |          |

| Италия     | 1:0           | Нидерланды |
| ---------- | ------------- | ---------- |
| Борини 79′ | Отчёт о матче |            |

### Финал
| Италия                    | 2:4           | Испания                                     |
| ------------------------- | ------------- | ------------------------------------------- |
| Иммобиле 10′ · Борини 80′ | Отчёт о матче | Тьяго 6′, 31′, 38′ (пен.) · Иско 66′ (пен.) |

## Чемпион
| Чемпион Европы по футболу среди молодёжных команд 2013 |
| Испания Четвёртый титул                                |

## Награды
| Золотая бутса      | Серебряная бутса   | Бронзовая бутса |
| ------------------ | ------------------ | --------------- |
| Альваро Мората     | Тьяго Алькантара   | Иско            |
| 4 гола, 1 передача | 3 гола, 1 передача | 3 гола          |

| Золотой мяч | Серебряный мяч   | Бронзовый мяч  |
| ----------- | ---------------- | -------------- |
| Иско        | Тьяго Алькантара | Альваро Мората |

## Бомбардиры
4 гола
| - Альваро Мората |

3 гола
| - Тьяго Алькантара | - Иско |  |

2 гола
| - Себастьян Руди - Фабио Борини | - Маноло Габбьядини - Джорджиньо Вейналдум | - Лерой Фер |

1 гол
| - Крейг Доусон - Патрик Херрман - Льюис Холтби - Нир Битон - Офир Криаф - Алон Турджеман - Альваро Васкес - Родриго - Андреа Бертолаччи | - Чиро Иммобиле - Лоренцо Инсинье - Риккардо Сапонара - Алессандро Флоренци - Люк де Йонг - Ола Джон - Адам Махер - Данни Хусен | - Йо-Инге Бергет - Маркус Педерсен - Хармет Сингх - Фредрик Семб-Берге - Стефан Страндберг - Магнус Эйкрем - Алан Дзагоев - Денис Черышев |

## Официальный мяч турнира
Официальный мяч чемпионата Европы по футболу среди молодёжных команд 2013 был представлен во время жеребьевки группового этапа в Тель-Авиве 28 ноября 2012. Мяч окрашен в бело-синие цвета флага Израиля — хозяев турнира. Как и в случае с Adidas Tango 12 — официальным мячом ЕВРО-2012, при его изготовлении использовалась технология термального соединения панелей.